# Дубок (Старопольское сельское поселение)
Дубок — деревня в Старопольском сельском поселении Сланцевского района Ленинградской области.

## История
Впервые упоминается в писцовых книгах Шелонской пятины 1498 года, как деревня Дубки в Сумерском погосте Новгородского уезда.
Деревня Дубок, состоящая из 21 крестьянского двора, упоминается на карте Санкт-Петербургской губернии Ф. Ф. Шуберта 1834 года.

ДУБОК — деревня принадлежит её величеству, число жителей по ревизии: 61 м. п., 81 ж. п. (1838 год)

Деревня Дубок из 21 двора отмечена на карте профессора С. С. Куторги 1852 года.

ДУБОК — деревня Гдовского её величества имения, по просёлочной дороге, число дворов — 22, число душ — 74 м. п. (1856 год)

ДУБОК — деревня удельная при озере Самро, число дворов — 21, число жителей: 81 м. п., 74 ж. п. (1862 год) 

В XIX — начале XX века деревня административно относилась к Старопольской волости 2-го земского участка 1-го стана Гдовского уезда Санкт-Петербургской губернии.
Согласно Памятной книжке Санкт-Петербургской губернии 1905 года деревня образовывала Дубское сельское общество.
С марта 1917 года деревня находилась в составе Велетовского сельсовета Старопольской волости Гдовского уезда.

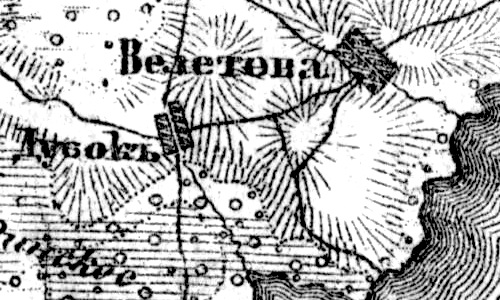
Деревня Дубок на карте 1919 года

С февраля 1927 года, в составе Ложголовской волости Кингисеппского уезда.
С августа 1927 года, в составе Осьминского района.
В 1928 году население деревни составляло 364 человека.
По данным 1933 года деревня Дубок входила в состав Велетовского сельсовета Осьминского района.
С 1 августа 1941 года по 31 января 1944 года германская оккупация.
С 1961 года в составе Старопольского сельсовета Сланцевского района.
С 1963 года в составе Кингисеппского района.
По состоянию на 1 августа 1965 года деревня Дубок входила в состав Старопольского сельсовета Кингисеппского района. С ноября 1965 года, вновь в составе Сланцевского района. В 1965 году население деревни составляло 187 человек.
По данным 1973 года деревня Дубок входила в состав Поречского сельсовета
По данным 1990 года деревня Дубок входила в состав Овсищенского сельсовета.
В 1997 году в деревне Дубок Овсищенской волости проживали 4 человека, в 2002 году — 7 человек (все русские).
В 2007 году в деревне Дубок Старопольского СП проживали 2 человека, в 2010 году — 5 человек.

## География
Деревня расположена в восточной части района к югу от автодороги 41К-779 (подъезд к дер. Морди).
Расстояние до административного центра поселения — 10 км.
Расстояние до ближайшей железнодорожной станции Веймарн — 58 км.
Деревня находится близ северного берега озера Самро.

## Демография
| 1862 | 2007 | 2010 | 2017 |
| ---- | ---- | ---- | ---- |
| 155  | ↘2   | ↗5   | ↘3   |